# Oldenlandia tenelliflora
Oldenlandia tenelliflora là một loài thực vật có hoa trong họ Thiến thảo. Loài này được (Blume) Kuntze mô tả khoa học đầu tiên năm 1891.